# Kneset
Kneset (hebrejsko כנסת, zbor) je parlament Izraela, ki se nahaja v Jeruzalemu.
Kneset tako predstavlja zakonodajno vejo; sprejema zakone, nadzoruje delo Vlade Izraela in ima moč, da izvoli odstranitev predsednika Izraela, predčasni razpust parlamenta, skliče predhodne volitve in zamenja vlado in predsednika vlade Izraela.
Kneset je enodomni parlament, ki ga sestavlja 120 poslancev, ki so izvoljeni vsaka 4 leta izmed vseh polnoletnih državljanov Izraela. Politična stranka, ki na volitvah prejme največ glasov, dobi mandat za sestavo vladne koalicije, ki mora imeti v parlamentu najmanj 61 članov. 